# Нітрат калію
Нітрат калію (калійна селітра) — сіль калію й азотної кислоти з хімічною формулою KNO3. Білий кристалічний порошок, без запаху. У природі утворює мінерал, який називають калійною (або індійською) селітрою. У харчовій промисловості зареєстрований як консервант Е252.

## Фізичні властивості
Безбарвні ромбічні або тригональні кристали, густина дорівнює 2,109 г/см³. Розчинний у воді й мало розчинний у спирті й етері. Молярна електропровідність при нескінечному розведенні при 25 °C дорівнює 144,96 См·см²/моль.

## Хімічні властивості
При нагріванні виявляє окиснювальні властивості.
Є активним реактивом, при температурі вище 400 ° С розкладається на нітрит калію і кисень, тому в лабораторіях використовують для отримання кисню:
{\displaystyle \mathrm {2KNO_{3}\longrightarrow 2KNO_{2}+O_{2}\uparrow } }
Також використовують для отримання манганатів:
{\displaystyle \mathrm {MnO_{2}+\ 2KOH+\ KNO_{3}\longrightarrow \ K_{2}MnO_{4}+\ KNO_{2}+\ H_{2}O} }

## Мінерали
У природі утворює мінерал острівної будови групи арагоніту, який називають калійною (або індійською) селітрою.
Склад: 4[KNO3]. Містить: K2О — 46,5 %; N2O5 — 53,5 %, як правило, без домішок.
Сингонія ромбічна.
Твердість 2. Густина 2,11.
Блиск скляний. Прозорий. Колір білий. Злам напівраковистий до нерівного. Крихкий. 
При температурі 339 °C переходить у тригональну ромбоедричну модифікацію.
Утворюється внаслідок розкладу органічних залишків під дією нітрифікуючих бактерій.
Розповсюджений в аридних областях разом із натрієвою селітрою, епсомітом, нітрокальцитом та гіпсом у пустелях на півночі Чилі, в Капській провінції ПАР, у районі Кочабамба (Болівія), у ґрунтах Долини Смерті (шт. Каліфорнія, США) та ін.
Трапляється у вигляді тонких кірочок, дрібних голчастих кристалів, іноді — агрегатів.

## Отримання в лабораторії
Отримують взаємодією азотної кислоти з металічним калієм, оксидом, гідроксид або карбонатом калію:
{\displaystyle \mathrm {\ 21K+26\ HNO_{3}\longrightarrow 21\ KNO_{3}+NO\uparrow +N_{2}O\uparrow +N_{2}\uparrow +13H_{2}O} }
{\displaystyle \mathrm {K_{2}O+2\ HNO_{3}\longrightarrow 2\ KNO_{3}+H_{2}O} }
{\displaystyle \mathrm {KOH+HNO_{3}\longrightarrow KNO_{3}+H_{2}O} }
{\displaystyle \mathrm {K_{2}CO_{3}+2\ HNO_{3}\longrightarrow 2\ KNO_{3}+H_{2}O+CO_{2}\uparrow } }

## Використання
- З давніх-давен використовувався в піротехніці, зокрема, як основний компонент чорного пороху
- В основному використовується як добриво.
- Також використовують як окислювач
- Основний компонент у пожежних системах
- Ефективний інгібітор корозії.
- Консервант у харчовій промисловості (у виробництві сирів та м'ясних продуктів).
- Використовується в деяких зубних пастах